# The Stylus

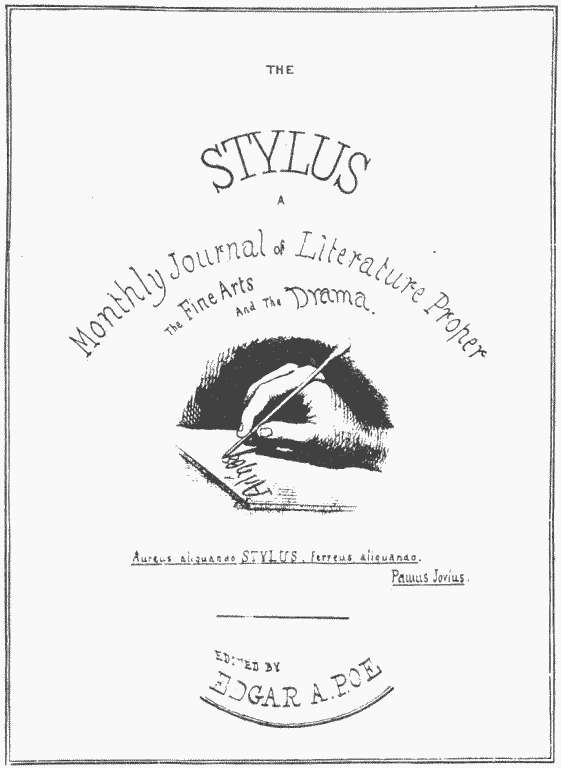
Diseño de Poe para la portada de The Stylus.

The Stylus (en español «El Estilete»), que empezó titulándose The Penn («La Pluma»), fue un proyecto editorial frustrado de periódico estadounidense promovido por el escritor Edgar Allan Poe, que pretendía ser su editor. A Poe le había ilusionado durante mucho tiempo la idea de fundar y editar un diario con altos estándares literarios para elevar el nivel del momento, con mejores críticas y ficciones que las de los otros medios. Si bien hizo sucesivos esfuerzos por captar suscriptores anunciando el prospecto de la revista, intentando comprar listas de suscriptores de algunos medios de la época, y de contar con el apoyo de diversos escritores contemporáneos, su mayor dificultad en la persecución de su sueño fue económica. Por causa del pánico de 1837, Poe fue incapaz de financiar la publicación por sí mismo, y pasó buena parte de los años siguientes intentando encontrar financistas y contribuyentes o tratando de recolectar fondos. A pesar de todos sus esfuerzos, la revista nunca vio la luz.

## Historia
Si bien Poe concibió la idea del diario en 1834, no anunció su idea hasta junio de 1840, inmediatamente después de dejar la Burton's Gentleman's Magazine. Originalmente, Poe quería llamar al diario The Penn, ya que su redacción hubiese estado en Filadelfia (Pensilvania). En la edición del 6 de junio de 1840 del Saturday Evening Post de Filadelfia, Poe compró un espacio de publicidad para su plan: «PLANDE LA REVISTA PENN, un diario literario mensual, que será editado y publicado en la ciudad de Filadelfia por Edgar A. Poe». Muchos esperaban con ansias la publicación de la revista, y entre ellos el periodista Jesse Erskine Dow, oriundo de Connecticut y editor del Index, que escribió: «confiamos en que pronto aparecerá su revista Penn, un trabajo que, si se lleva a cabo como lo ha diseñado, se deshará del monopolio de la pomposidad y romperá los grilletes que un cuerpo de jubilados de cabeza cuadrada han apretado tanto tiempo alrededor de las frentes de jóvenes intelectos que son demasiado orgullosos para pagar a un proxeneta literario por una reseña favorable en un mamotreto de seis peniques o una buena palabra con los padres del Row, que beben vino de las calaveras de los autores y engordan con los gansos que se alimentan de la hierba que se mece sobre sus tempranas lápidas».
Poe pronto se dio cuenta de que necesitaba «intentar apoyar el interés general de la república de las letras, sin referencia a ninguna región en particular — considerando al mundo en general como la verdadera audiencia del autor». Por ello, y a sugerencia del poeta de Georgia Thomas Holley Chivers, según él mismo afirmó, Poe decidió renombrarla The Stylus (El Estilete), una paronomasia de la palabra «Penn» (pen, «pluma» en inglés), y específicamente, «la pluma con la que solían escribir los griegos».
El artista F. O. C. Darley firmó el 31 de enero de 1843 un contrato, con validez hasta el 1 de julio de 1844, con el objeto de dibujar ilustraciones originales para The Stylus, que le requería al menos tres grabados al mes, «en madera o en papel de acuerdo a lo pedido», pero no más de cinco. Darley hubiese ganado siete dólares por ilustración. Poco después de firmado éste, Darley ilustró el cuento de Poe «El escarabajo de oro». El 25 de febrero de 1843 se publicó otro anuncio sobre The Stylus, que ocupó una página entera, donde se destacaba la profesión de poeta de Poe y se incluía el primer retrato publicado del autor, sobre el que escribió: «Soy suficientemente feo, Dios lo sabe, pero no tanto como eso».
Poe le escribió el 8 de agosto de 1845 una carta a su primo Neilson Poe, en la que declaraba confiado: «En enero fundaré una revista». Aun así, nunca vio su sueño hecho realidad, a pesar de haber publicado varios pedidos de suscriptores. Se acercó a él, sin embargo, cuando se convirtió en dueño y editor del Broadway Journal en octubre de 1845. Cesó su publicación poco después con una edición final el 3 de enero de 1846. En una carta a Sarah Josepha Hale en enero de 1846, Poe escribió que, «El “B. Journal” había cumplido su destino... nunca lo había tomado como más que un adjunto a otro diseño».

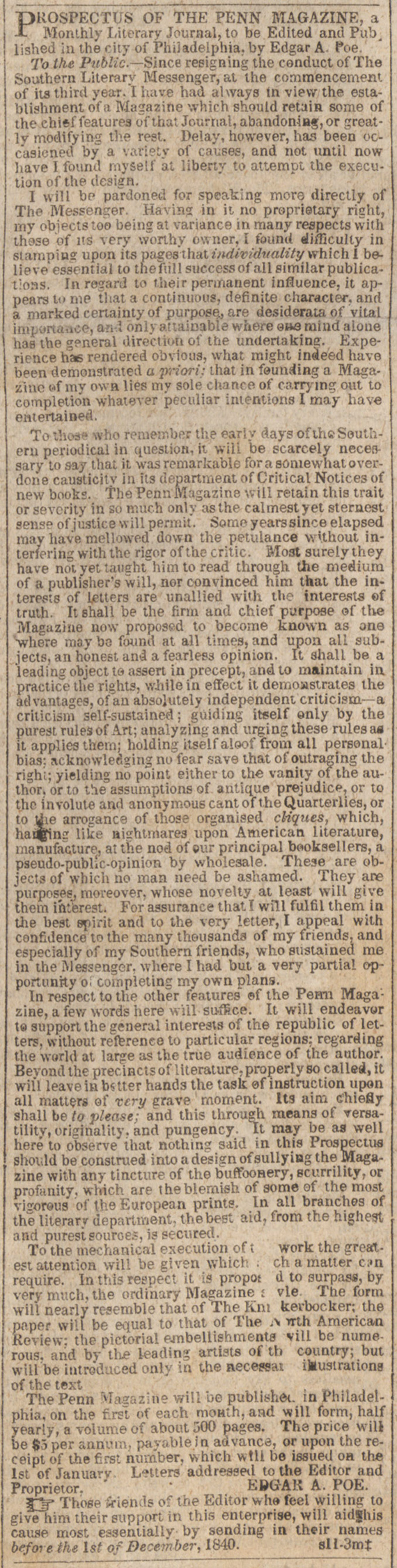
Publicidad de octubre de 1840 de la revista The Penn, que pronto sería renombrada The Stylus.

El gran diseño, decía, era continuar sus planes de establecer su propia revista. En agosto de 1846, declaró The Stylus «el único gran propósito de mi vida literaria». Proféticamente añadió: «Sin duda alguna (a menos que muera) lo lograré».

## Proyecto
Poe tenía planes ambiciosos para el formato y el contenido de la revista. Planeaba tener un estándar muy alto, que anticipaba superior al común en las revistas del género: papel de la mayor calidad, grabados superiores, una crítica más despiadada, y ficciones más atrevidas. Como contrapartida, se pagaría una suscripción también más elevada de lo habitual, de unos 5 dólares anuales. En sus primeros planes, les prometía a sus patrocinadores financieros que comenzaría con 500 suscriptores, y que esperaba llegar a 5000 antes del final de su segundo año. Decía: «No hay razón alguna por la que tal revista no pueda, finalmente, llegar a una circulación tan grande como la que tiene la Graham's en el presente, es decir, 50 000». También anticipó la existencia de corresponsalías tanto en Berlín como en París. James Russell Lowell ofreció un poema y también convenció a Nathaniel Hawthorne para que contribuya con un cuento corto para la primera edición de 1843.
En una carta a Lowell fechada el 30 de marzo de 1844, Poe esbozaba el tipo de diario que pensaba que los Estados Unidos necesitaban:

¡Cuán horrible es el estado actual de nuestras literatura! ¿Adónde se encaminan las cosas? Queremos... un bien fundado Monthly Journal, de suficiente habilidad, circulación y carácter, para controlar, y dar tono, a nuestras letras. Debería ser, en su formato, un espécimen de alto, pero no demasiado refinado gusto: quiero decir, debería ser impreso en negrita, en un papel excelente, a una sola columna, y ser ilustrado, no meramente adornado, por enérgicos xilograbados al estilo del Grandville. Las metas de su jefe deberían ser la independencia, la verdad, la originalidad. Debería ser un periódico de unas 120 pp. y vendido a $5. No debería tener nada que ver con agentes o agencias. Tamaña revista debería ser hecha para ejercer una prodigiosa influencia, y sería una fuente de riqueza para sus propietarios.

## Recaudación de fondos
Poe no pudo sufragar la fundación de la revista de su bolsillo, en parte debido a las consecuencias del pánico de 1837, y tuvo que buscar inversores. El 17 de enero de 1840, escribió una carta a su amigo y compañero escritor John Pendleton Kennedy pidiéndole su ayuda en la financiación de la revista: «Ya que me diste el primer empujón en el mundo literario... no te sorprenderá que recurra ansiosamente a ti por aliento en esta nueva empresa». George Rex Graham ofreció su apoyo financiero y contrató a Poe como editor de su propia revista, insinuando que le ayudaría con The Penn seis meses más tarde. Tras la entrada de Poe en Graham's Magazine, Graham publicó un anuncio en el Saturday Evening Post diciendo que The Penn sería «suspendido».
Otro posible financista era el también poeta Thomas Holley Chivers, un adinerado amigo de Poe que póstumamente defendería su reputación. Chivers creía que Poe estaba infravalorado, especialmente por su trabajo con Graham's Magazine, pero le preocupaba su dureza en la crítica literaria. Es posible incluso que Poe ofreciera a Chivers el puesto de coeditor de la revista; pero debió declinar esa proposición por la conmoción que le causó la muerte de su hija de tres años.
A principios de 1843, Poe contactó con Thomas C. Clarke, editor del Saturday Museum de Filadelfia. Se firmó un contrato el 31 de enero de 1843, con el acuerdo de que la primera edición se publicaría el 1 de julio. En febrero consideraron comprar la lista de suscripción del Southern Literary Messenger, pero para mayo de ese año Clarke retiró su apoyo, en parte por las dificultades de su propia revista y en parte a causa de su preocupación por el problema con el alcohol de Poe.
En febrero de 1848, Poe dio una conferencia titulada «On The Cosmography of the Universe» («De la cosmografía del universo», posteriormente publicada como Eureka) en la Biblioteca Social de Nueva York. Tenía esperanzas de que las ganancias de la conferencia fueran suficientes para arrancar The Stylus. Contaba con una audiencia de cientos de personas: sólo asistieron sesenta, y la mayoría de ellos confundidos sobre el tema de la charla.  Un periódico criticó la conferencia favorablemente y reconoció su importancia como recaudación de fondos:

Entendemos que el propósito de la conferencia de Poe es el de recaudar el capital necesario para el establecimiento de una revista, que propone titular The Stylus. Aquellos que gustan de la literatura sin ataduras, y la crítica sin guantes, deben remitir sus nombres como suscriptores. Si hay en el mundo un anatomista del pensamiento nato, es el Sr. Poe... Las severas dificultades que han visitado al Sr. Poe el último año, lo han dejado en una posición para dedicarse, sacrificándose, a su nueva tarea... sin duda le prestará una atención tan completa que sola pueda hacer un éxito de tal empresa.

Poe tenía una buena cantidad de apoyo para The Stylus en el mundo literario. William Gilmore Simms escribió en junio de 1843: «El Sr. Poe está bien calculado para conducir una revista literaria. Es reconocido como uno de nuestros mejores escritores y críticos». Cierto número de personas y organizaciones se habían anotado para suscribirse al periódico en proyecto antes de la muerte del autor. Poe conservaba una lista de potenciales suscriptores que, entre otros, incluía a Nathan C. Brooks, William Cullen Bryant, Sarah Josepha Hale, Charles Fenno Hoffman, John Pendleton Kennedy, George Lippard, James Russell Lowell, Anna Cora Mowatt, Frances Sargent Osgood, James Kirke Paulding, Thomas Mayne Reid, Jeremiah N. Reynolds, y Nathaniel Parker Willis. Varias organizaciones académicas también estaban interesadas en suscribirse, incluyendo las de Dickinson College, la Universidad Hampden-Sydney, la Universidad  Jefferson, la Universidad Lafayette, la Universidad Marshall, la Universidad de Fordham, y la Universidad Santa María de Maryland.